# Westfalia-Museum
Das Westfalia-Museum oder Westfalia Auto-Museum war ein Automuseum in Nordrhein-Westfalen.

## Geschichte
Die Westfalia-Werke, Vorgänger der heutigen Westfalia-Automotive, stellten Anhänger, Wohnmobile und andere Dinge her. Ab Mitte der 1950er Jahre begann der Aufbau einer Sammlung von Fahrzeugen. 1979 wurde das Werksmuseum in Wiedenbrück eröffnet. Es hatte während der Sommermonate entweder vier oder sieben Tage pro Woche geöffnet. 1991 hatte das Museum etwa 1000 Quadratmeter Grundfläche.
Die Westfalia-Werke gerieten in den 2000er Jahren in finanzielle Schwierigkeiten. 2009 wurde das Museum geschlossen, da das Museumsgebäude anderweitig benötigt wurde. Bis zum 31. Juli 2009 wurden elf Fahrzeuge auf Auktionen angeboten und davon zehn verkauft, wobei Westfalia als Grund für den Verkauf die geringen Besucherzahlen im Museum nannte. Laut einer Quelle waren es die letzten Fahrzeuge aus dem Museum. Im Dezember 2011 und Januar 2012 gab es Meldungen, dass Westfalia die Fahrzeuge zurückkaufen wolle.

## Ausstellungsgegenstände

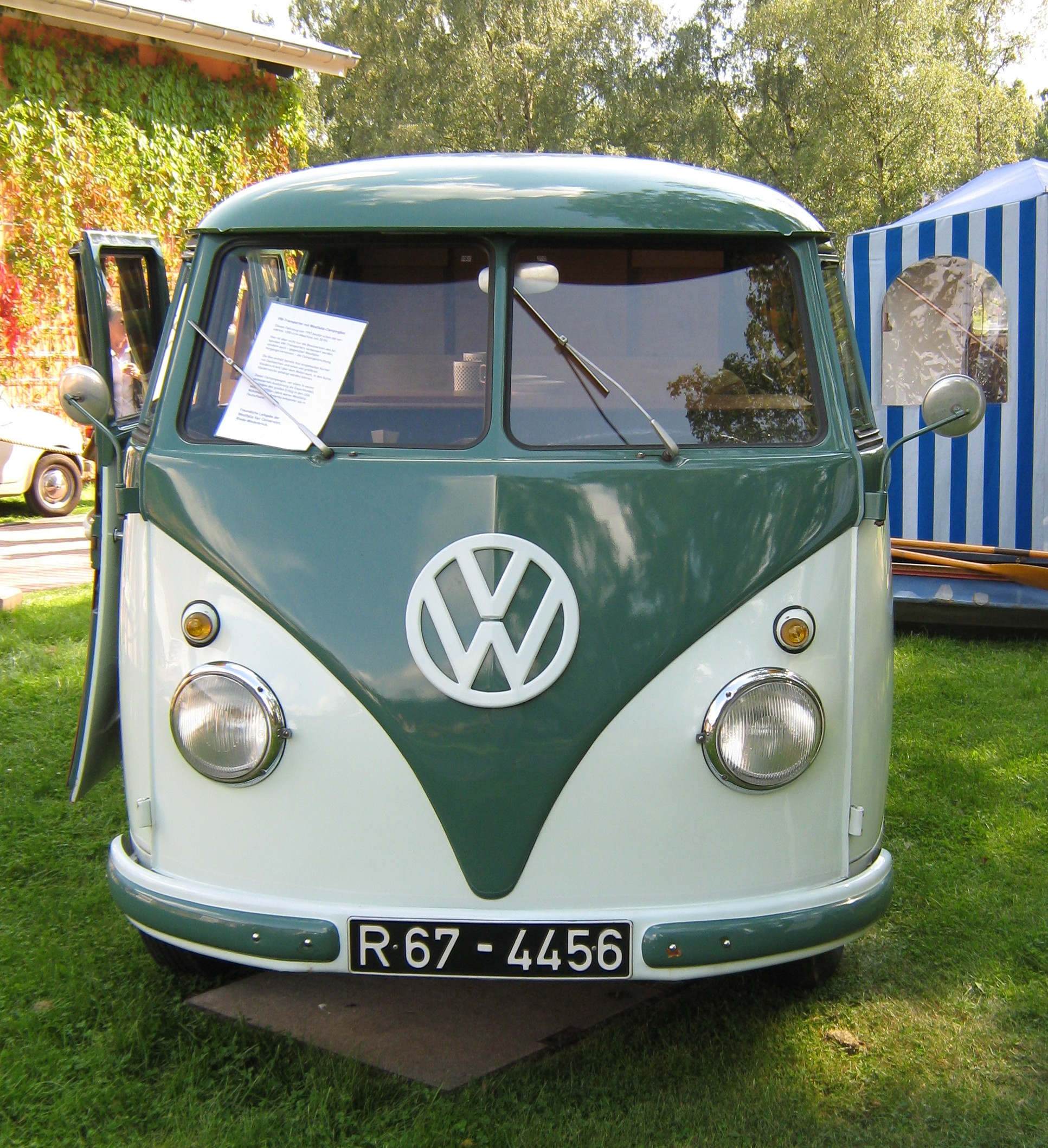
Wohnmobil aus dem Westfalia-Museum

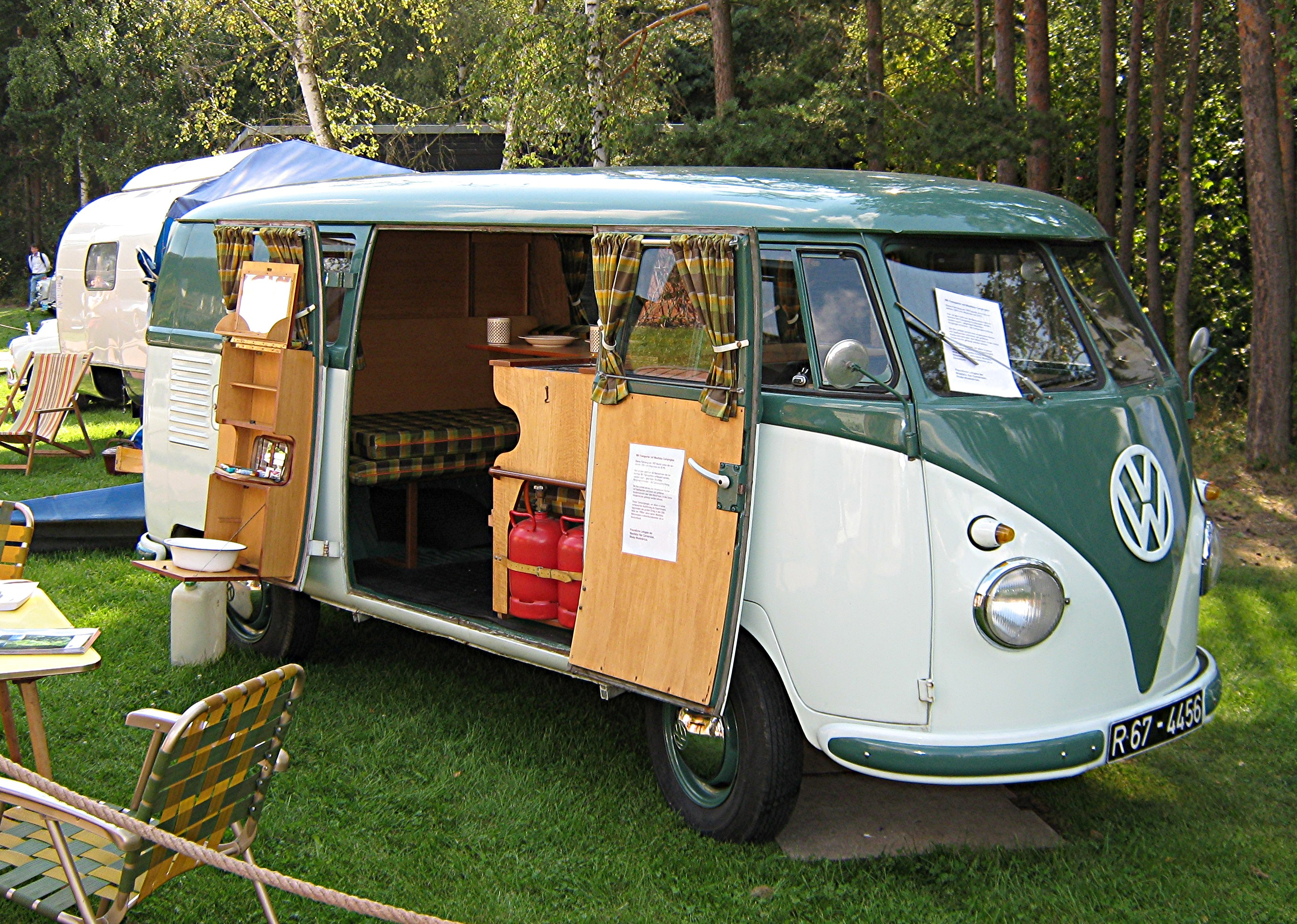
Portaltür mit Regal im linken Türflügel

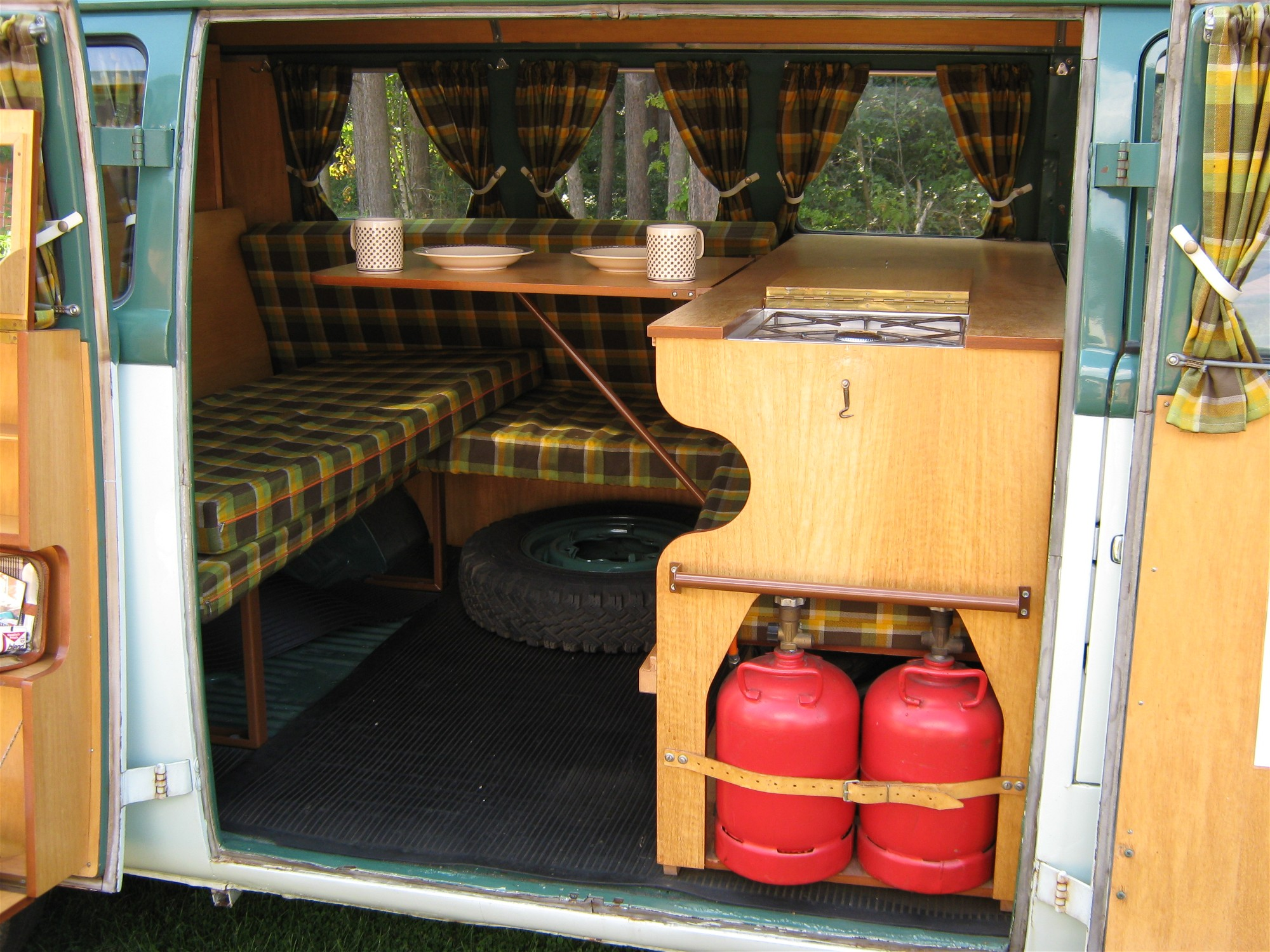
Inneneinrichtung mit Propangasherd

Es waren überwiegend Fahrzeuge und andere Gegenstände ausgestellt, die Westfalia selber hergestellt oder umgebaut hatte: Anhänger, Wohnmobile, Oldtimer und Spezialfahrzeuge. Bilder zeigen Kutschen, Anhänger, Wohnmobile sowie Personenkraftwagen von BMW, Citroën und Kleinschnittger.
Der Museumskatalog von 1986 listet die folgenden Stücke auf:
- Landwirtschaftlicher Planwagen von 1895
- Kutschen von 1922 und aus den 1920er Jahren
- Pferdegeschirre und Deichsel
- Eisenpflug aus den 1920er Jahren
- Schäferkarren
- Kastenanhänger von 1929, 1930, 1938, 1961 und 1962
- Fahrgestell eines Anhängers mit Westfalia-Schwingachse von 1937
- Offener Kastenanhänger von 1932
- Großvieh-Transportanhänger von 1936
- Sportanhänger von 1937 und 1949
- Allzweckanhänger von 1978
- Reisegepäckanhänger von 1978
- Freizeitanhänger von 1982
- Pferdeanhänger von 1981
- Bestattungsanhänger von 1943
- Verkaufsanhänger von 1951
- Sirenenanhänger von 1957
- Wohnwagen von 1957, 1960, 1965 und 1978
- Kugelkopfkupplung von 1970 und 1978
- Ford-Transit-Wohnmobil von 1962
- DKW-Schnellaster-Wohnmobil von 1956
- VW-Wohnmobile von 1950, 1957, 1962, 1966, 1976, 1978, 1979, 1980, 1981 und 1984
- Kühlergrills von Hansa-Lloyd, Mercedes-Benz, Dürkopp, Dixi und Selve aus den Jahren von 1919 bis 1934
- Adler Trumpf Junior von 1934
- Gutbrod Superior Kombi von 1952
- VW Fridolin für Deutsche Bundespost und Die Schweizerische Post
- VW Pritschenwagen von 1970
- Unimog-Führerhaus
- Unimog-Tanklöschfahrzeug von 1963
- Citroën Typ C von 1923
- Dixi 6/24 PS von 1924
- Dixi 3/15 PS von 1928
- BMW 335 von 1939
- Kleinschnittger F 125 von 1951
- BMW Isetta 250 von 1955
- BMW 502 Cabriolet von Baur von 1956
- BMW 502 Limousine von 1961
- Mercedes-Benz /8 von 1971
- Frontpartie eines Panzerwerfer 42 von 1943
- Ford 3000 von 1944
- Westfalia-Heißluftballon
- Dieselelektro-Lokomotive Henschel DEL 110 von 1938
- Deutz-Traktor von 1947
- Motor eines Dixi 3/15 PS
- PAW-Vierzylindermotor von vor 1915
- Säulenbohrmaschine von 1924–1927
- Elektromotor aus den 1920er Jahren
- Zapfsäule aus den 1920er Jahren
- Fernsehgeräte von 1938–1940 und 1954
- Tonbandgerät Grundig Record 820 von 1958
- Offset-Druckmaschine von 1935
- Lohmann-Dieselmotor
- Hercules CB 1 Mofa von 1971
- Kesselwasser-Speisepumpe von 1935
- Hochdruckpumpe von 1935
- Herford-Diesel, Dieselmotor von 1923